# Senekal
Senekal ist eine Stadt in der südafrikanischen Provinz Freistaat. Sie liegt in der Lokalgemeinde Setsoto im Distrikt Thabo Mofutsanyana.

## Geographie
2011 hatte Senekal 3466 Einwohner. Das benachbarte Township Matwabeng hatte 22.076 Einwohner. Die Stadt liegt an der Nationalstraße N5, die von Winburg nördlich um Lesotho herum nach Harrismith führt.
Senekal liegt im Highveld, einer meist flachen Hochebene mit einigen Tafelbergen aus Sandstein. Durch Senekal fließt der Sand River, ein Nebenfluss des Vet River, der wiederum in den Vaal mündet.

## Geschichte
Senekal wurde ab 1877 auf dem Gelände der Farm De Put erbaut. Namensgeber war General Frederik Petrus Senekal, der 1865 im Seqiti-Krieg der Buren gegen die Basotho unter Moshoeshoe I. gefallen war. Am 29. Mai 1900 fand im Rahmen des Zweiten Burenkrieges in der Nähe von Senekal die „Schlacht am Biddulphsberg“ statt, bei der 400 Buren 4000 Briten besiegten. 1938 wurde am Biddulphsberg ein Vorläufer des burischen Bundes Ossewabrandwag gegründet, der im Zweiten Weltkrieg Partei für die Deutschen ergriff. Bis zur Gebietsreform in den 1990er Jahren gehörte Senekal zum Distrikt Winburg.

## Wirtschaft und Verkehr
Haupterwerbszweig ist die Landwirtschaft in der agrarisch geprägten Umgebung Senekals. Die Nationalstraße N5, die durch Senekal führt, ist Teil der Verbindung der Großstädte Bloemfontein und Durban. Senekal liegt an der Bahnstrecke Arlington–Marquard, die planmäßig nur noch im Güterverkehr betrieben wird.

## Sehenswürdigkeiten
Die Kirche, die zur Niederländisch-reformierten Kirche Südafrikas gehört, wurde 1896 errichtet. Sie besteht aus Sandstein und ist von einem Wall umgeben, in dem sich versteinerte Baumstämme befinden, die rund 250 Millionen Jahre alt sind. Der Wall ist als Nationaldenkmal klassifiziert.